# Präsidentenpalast (Damaskus)

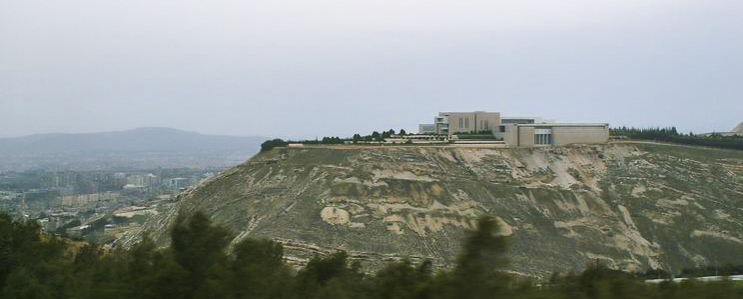
Der Präsidentenpalast (2005)

Der Präsidentenpalast (arabisch قصر الشعب, DMG Qaṣr aš-Šaʿb, wörtlich „Palast des Volkes“) in Damaskus ist der Amtssitz des Präsidenten der Arabischen Republik Syrien.

## Geschichte
Das Gebäude wurde 1985 bis 1990 im Westen von Damaskus, auf dem Berg Mezzeh (nördlich des Viertels Mezzeh, neben dem Berg Qasioun) errichtet. Auftraggeber war Hafiz al-Assad (1930–2000). Er regierte Syrien von 1971 bis 2000 als Staatspräsident diktatorisch. Sein Sohn Baschar al-Assad (* 1965) nutzte den Palast bis zu seinem Sturz im Dezember 2024. Nach dem Sturz des Assad-Regimes bezog Übergangspräsident Ahmed al-Scharaa den Palast.
Der Bau des Palastes, der wie eine Akropolis über Damaskus gelegen ist, begann 1979 unter Hafiz al-Assad nach einem Entwurf des japanischen Architekten Kenzō Tange unter Mitarbeit von Wojciech Zabłocki. Tange gab das Projekt auf, bevor mit dem Bau begonnen wurde, hat sich aber nie über die Umstände des Auftrags durch Assad, dessen Menschenrechtsverletzungen damals bereits allgemein bekannt waren, geäußert. Der Entwurf wurde in der Folge unter Mitarbeit mehrerer Architekten verändert und neu interpretiert. Trotzdem bleiben, wie der Guardian schreibt, die „Kennzeichen seiner [Kenzos] nackten, strukturalistischen Herangehensweise“. Das Portal aus Metall ist eine Arbeit des jüdisch syrischen Künstlers Maurice Nseiri (* 1945). Der Palast wurde 1990 fertiggestellt.
Das Hauptgebäude hat 31.500 Quadratmeter Fläche. Das gesamte Plateau des Berges Mezzeh ist mit seinen terrassierten Gärten Teil des Palastgeländes. Dieses ist von einer Sicherheitsmauer und Wachtürmen umgeben. Zu dem quadratischen Vorhof mit einem sternförmigen Brunnen führt eine lange, schnurgerade Allee. Die Räume im Palast waren, vor ihrer Demolierung 2024, innen mit Carrara-Marmor ausgekleidet, mit Böden aus Marmor-Inkrustationen ausgestattet, aber größtenteils leer. Auf dem Palastgelände befindet sich ein Krankenhaus und die Kaserne der Palastgarde.